# Patí de pedals

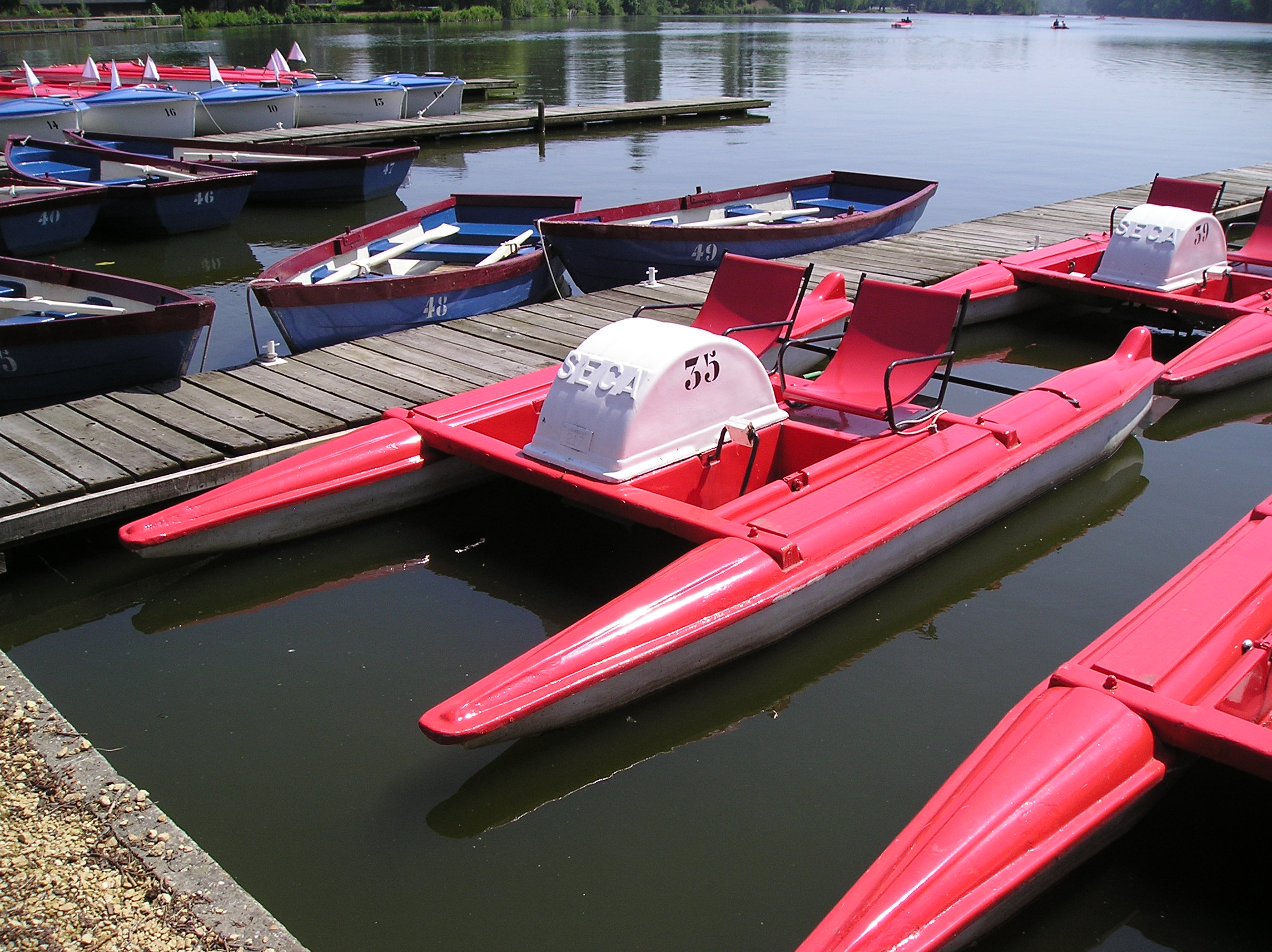
Un patí de pedals amarrat al moll

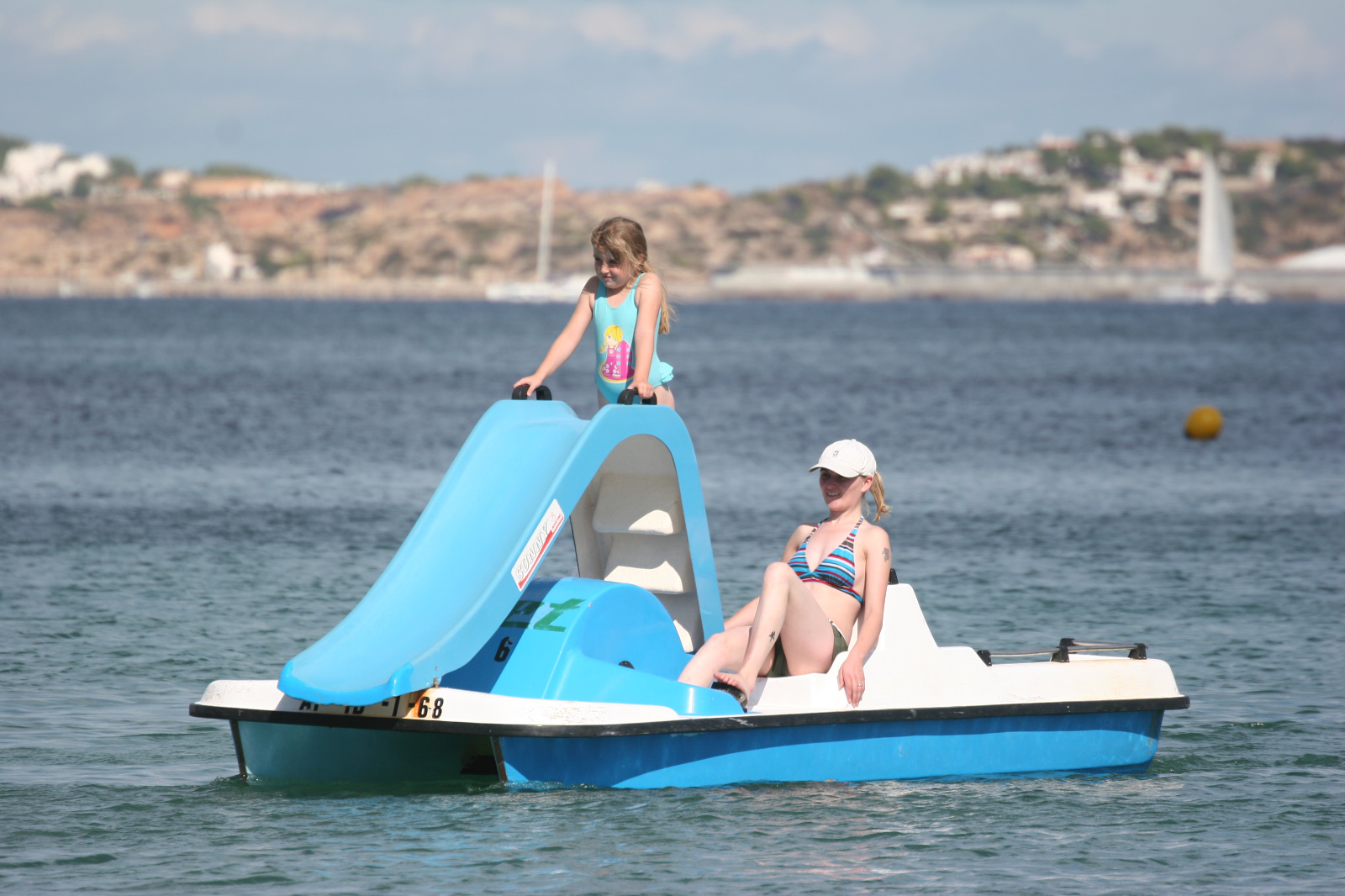
patí de pedals amb tobogan a Eivissa.

Un patí de pedals és una mena de transport aquàtic de lleure, conegut popularment amb el gal·licisme «pedalo». En algunes regions el patí de pedals rep el nom de velomar. És una embarcació constituïda per dos elements flotants paral·lels, un seient i uns pedals de bicicleta amb un dispositiu que fa girar una roda amb pales o una hèlix. Aquest dispositiu propulsa l'embarcació, que també va equipada d'un timó que els ocupants accionen per dirigir el pedaló. Quasi tots els models de patins de pedals són fets amb fibra de vidre perquè siguin lleugers i fàcils de mantenir. Normalment són per a dues persones, però hi ha alguns que permeten un tercer ocupant. Hi ha alguns models de quatre persones on almenys dos han d'accionar els pedals. D'altres models duen un petit tobogan per la mainada.
Un  donostiarra, anomenat Ramon Barea, va inventar i patentar amb èxit un hidropedal, el 3 de juny de 1893, que el va fer mereixedor de la Medalla d'Or i un diploma de l'Acadèmia de les Ciències de França, en ser presentat a l'Exposició Universal de París (1900).

## Ús
El patí de pedals és una embarcació de lleure, ideal per a les aigües tranquil·les dels estanys, embassaments i llacunes. Són comuns a les zones turístiques de la costa a l'estiu. Normalment els patins de pedals són embarcacions de lloguer per hores. Sovint la gent els fa servir per allunyar-se de la platja i poder nedar en aigua més neta. No és un vaixell gaire mariner i és difícil de navegar en aigües mogudes i en condicions meteorològiques adverses. Així i tot hi ha individus que han navegat llargues distàncies oceàniques amb patí de pedals especialment dissenyats.